# Circonscription d'Inezgane-Aït Melloul
 (avril 2025).
La circonscription d'Inezgane-Aït Melloul est la circonscription législative marocaine de la préfecture d'Inezgane-Aït Melloul située en région Souss-Massa. Elle est représentée dans la Xe législature par Ahmed Aderrak, Mohammed Seddik et Ramdane Bouachra.

## Historique des députations
| Législature | Début de mandat  | Fin de mandat    | Députés élus | Députés élus                | Députés élus | Députés élus        | Députés élus | Députés élus           |
| ----------- | ---------------- | ---------------- | ------------ | --------------------------- | ------------ | ------------------- | ------------ | ---------------------- |
| IXe         | 26 novembre 2011 | 7 octobre 2016   |              | Abderrahmane Nourdine (PJD) |              | Ahmed Aderrak (PJD) |              | Ramdane Bouachra (PJD) |
| Xe          | 8 octobre 2016   | 8 septembre 2021 |              | Mohammed Seddik (PJD)       |              | Ahmed Aderrak (PJD) |              | Ramdane Bouachra (PJD) |
| XIe         | 9 septembre 2021 | ?                |              | Mohammed Seddik (PI)        |              | Ahmed Aderrak (PAM) |              | Ramdane Bouachra (RNI) |

## Historique des élections

### Découpage électoral d'octobre 2011

#### Élections de 2016
| Parti         | Parti                                         | Voix    | %      | Député(s) élus   |  |
| ------------- | --------------------------------------------- | ------- | ------ | ---------------- |  |
|               | Parti de la justice et du développement (PJD) | 40 245  | 63,32  | Ramdane Bouachra |  |
| Ahmed Aderrak | Parti de la justice et du développement (PJD) | 40 245  | 63,32  |                  |  |
|               | Parti authenticité et modernité (PAM)         | 10 985  | 17,28  | Mohamed Ghalem   |  |
|               | Parti de l'Istiqlal (PI)                      | 5 572   | 8,77   |                  |  |
|               | Parti du progrès et du socialisme (PPS)       | 1 799   | 2,83   |                  |  |
|               | Union socialiste des forces populaires (USFP) | 1 495   | 2,35   |                  |  |
|               | Fédération de la gauche démocratique (FGD)    | 1 392   | 2,19   |                  |  |
|               | Rassemblement national des indépendants (RNI) | 960     | 1,51   |                  |  |
|               | Front des forces démocratiques (FFD)          | 349     | 0,55   |                  |  |
|               | Union constitutionnelle (UC)                  | 321     | 0,51   |                  |  |
|               | Parti démocratique de l'indépendance (PDI)    | 193     | 0,30   |                  |  |
|               | Parti de l'Espoir (PE)                        | 110     | 0,17   |                  |  |
|               | Mouvement démocratique et social (MDS)        | 101     | 0,16   |                  |  |
|               | Parti de la réforme et du développement (PRD) | 40      | 0,06   |                  |  |
|               |                                               |         |        |                  |  |
| Inscrits      | Inscrits                                      | 198 136 | 100,00 |                  |  |
| Abstentions   | Abstentions                                   | 134 574 | 67,92  |                  |  |
| Exprimés      | Exprimés                                      | 63 562  | 32,08  |                  |  |

L’élection de Mohamed Ghalem (PAM) a été invalidée par la Cour constitutionnelle, à la suite des élections législatives partielles du 7 décembre 2017 c'est Mohammed Seddik (PJD) qui est élu et reprend le siège du PAM.

#### Élections de 2021
| Parti       | Parti                                                       | Voix    | %      | Députés élus     |  |
| ----------- | ----------------------------------------------------------- | ------- | ------ | ---------------- |  |
|             | Rassemblement national des indépendants (RNI)               | 22 975  | 31,97  | Ismail Zitouni   |  |
|             | Parti authenticité et modernité (PAM)                       | 11 122  | 15,48  | Mohamed Ouadmine |  |
|             | Parti de l'Istiqlal (PI)                                    | 10 577  | 14,72  | Khalid Chennak   |  |
|             | Union socialiste des forces populaires (USFP)               | 7 428   | 10,34  |                  |  |
|             | Parti de la justice et du développement (PJD)               | 5 513   | 7,67   |                  |  |
|             | Parti du progrès et du socialisme (PPS)                     | 5 487   | 7,64   |                  |  |
|             | Front des forces démocratiques (FFD)                        | 3 002   | 4,18   |                  |  |
|             | Mouvement populaire (MP)                                    | 2 142   | 2,98   |                  |  |
|             | Parti de l'unité et de la démocratie (PUD)                  | 1 222   | 1,70   |                  |  |
|             | Alliance de la fédération de gauche (AGD)                   | 555     | 0,77   |                  |  |
|             | Parti socialiste unifié (PSU)                               | 531     | 0,74   |                  |  |
|             | Parti de l'Espoir (PE)                                      | 410     | 0,57   |                  |  |
|             | Parti de la réforme et du développement (PRD)               | 404     | 0,56   |                  |  |
|             | Parti de la renaissance et de la vertu (PRV)                | 251     | 0,35   |                  |  |
|             | Parti de l'environnement et du développement durable (PEDD) | 242     | 0,34   |                  |  |
|             |                                                             |         |        |                  |  |
| Inscrits    | Inscrits                                                    | 202 539 | 100,00 |                  |  |
| Abstentions | Abstentions                                                 | 130 678 | 64,52  |                  |  |
| Exprimés    | Exprimés                                                    | 71 861  | 35,48  |                  |  |